# Tess Henley

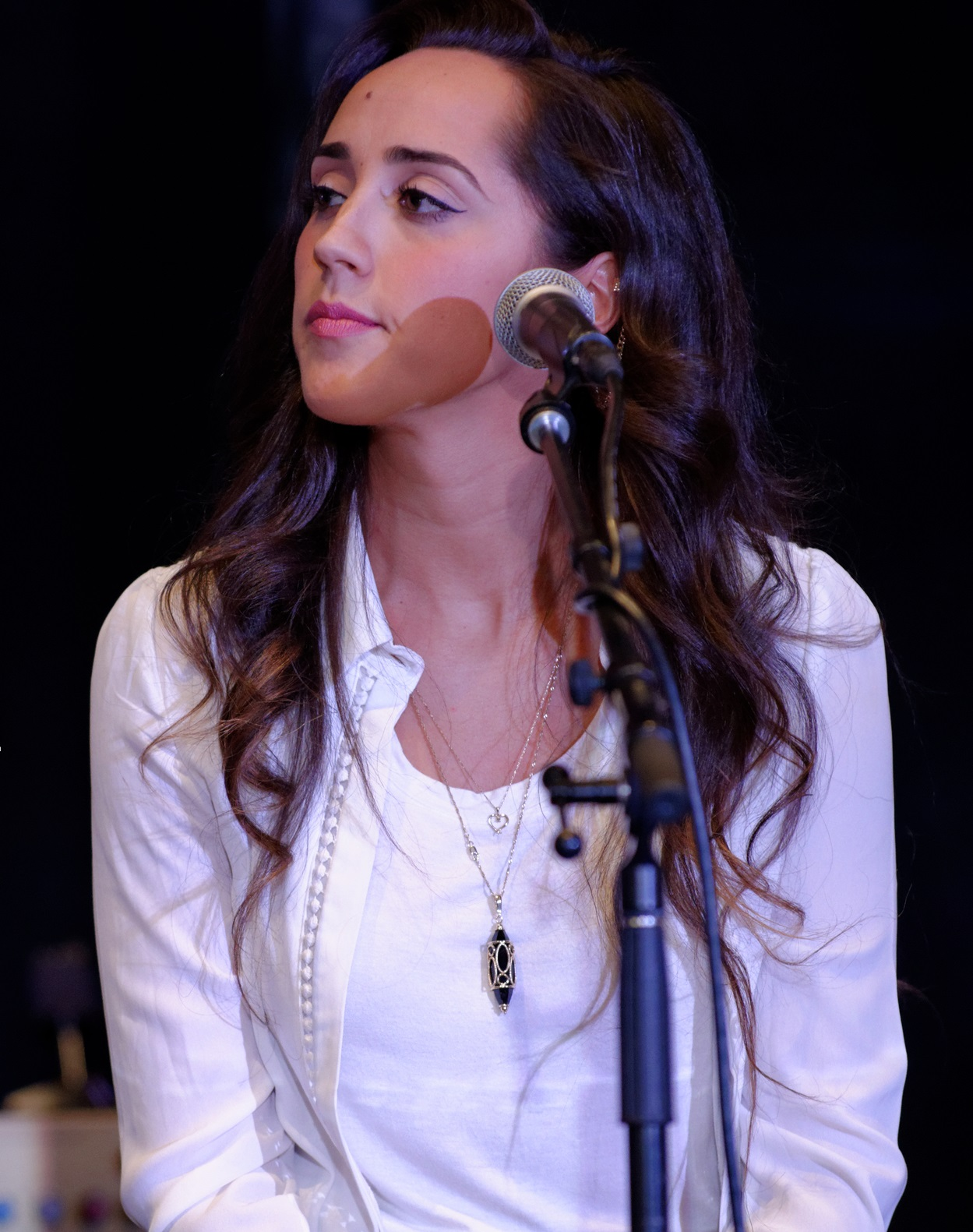
Tess Henleyen 2015

Tess Henley (Kent, Washington, 31 de octubre de 1987) es una cantante, compositora y pianista estadounidense de soul y R&B.

## Primeros años
Tess se crio como la hija de la mitad de una cantante profesional. Es la hermana menor del cantante Carson Henley. Henley aprendió lecciones de piano a la edad de 3 mediante el Método Suzuki.
Henley se graduó como mejor alumna de Kentlake High School en Kent, Washington en el 2006 donde jugó baloncesto y fútbol durante todo el año. En el 2010, Henley se graduó de la Universidad de Washington con título en Comunicaciones.

## Ámbito profesional
En el 2008, Henley publicó su álbum debut, Easy to Love. En el 2011, Tess ganó la Competencia Nacional Superfect Fiesta de Verano de Budweiser, donde además ganó $25.000 dólares y fue telonera de los cantante de Neo soul/R&B Jill Scott y Anthony Hamilton.
Además durante el 2011, Henley se ubicó en el top tres de finalistas en la categoría "R&B" de la competencia de compositores mundial de John Lennon, la ganadora de la competencia internacional de la canción para SoulTrack. y la ganadora de los premios a la música independiente (Independent Music Awards) en el 2012.
Después de lanzar la versión deluxe de su álbum debut Easy To Love a través de Tower Records Japón en septiembre de 2011, Tess publicó una edición 7” en vinilo de un dueto del tema «What You Won't Do For Love» junto al cantante y participante de The Voice Mycle Wastman, para la Fundación contra Terremotos y Tsunamis de Japón.      
En septiembre de 2012, el tema de Tess «Boy In The Window» apareció en la película de Hollywood, Hello I Must Be Going producido por el integrante de la banda rap alternativa, The Roots, Dice Raw y Khari Mateen.

## Discografía
| Álbumes de estudio - 2008: Easy to Love - 2011: Easy to Love (Edición Japón) - 2013: High Heels & Sneakers EPs - 2010: The Appetizer | Sencillos - 2010: "Boy in the Window" - 2010: "Christmas Won't Do Without You" - 2012: "Daydreaming (canción de Tess Henley)\|Daydreaming" - 2013: "From the Get Go" |